# Ятутув
Ятутув (пол. Jatutów) — деревня в Замойском повете Люблинского воеводства Польши. Входит в состав гмины Замость. Находится примерно в 5 км к юго-востоку от центра города Замосць. По данным переписи 2011 года, в деревне проживало 663 человека.
В 1975—1998 годах деревня входила в состав Замойского воеводства.

## Население
Демографическая структура по состоянию на 31 марта 2011 года:
|         | Всего | До трудоспособного возраста | Трудоспособного возраста | Старше трудоспособного возраста |
| ------- | ----- | --------------------------- | ------------------------ | ------------------------------- |
| Мужчины | 322   | 62                          | 227                      | 33                              |
| Женщины | 341   | 51                          | 218                      | 72                              |
| Всего   | 663   | 113                         | 445                      | 105                             |